# Israel Football League 2019-2020
La Israel Football League 2019-2020 è la 13ª edizione del campionato di football americano di primo livello, organizzato da AFI.
I Petah Tikva Troopers si sono ritirati prima dell'inizio della stagione regolare.
A causa della pandemia di COVID-19 la stagione è stata prima interrotta poi dichiarata annullata senza definire un campione.

## Squadre partecipanti
| Club                       | Città          | Stadio | Sponsor ufficiale    | Risultato nella stagione 2019 |
| -------------------------- | -------------- | ------ | -------------------- | ----------------------------- |
| Beersheva Black Swarm      | Be'er Sheva    |        |                      |                               |
| Haifa Underdogs            | Haifa          |        | Nemo’s               |                               |
| Jerusalem Lions            | Gerusalemme    |        | Big Blue             |                               |
| Judean Rebels              | Bet Shemesh    |        |                      |                               |
| Mazkeret Batya Silverbacks | Mazkeret Batya |        | Rose Valley Crossfit |                               |
| Petah Tikva Troopers       | Petah Tiqwa    |        | Mike’s Place         |                               |
| Ramat HaSharon Hammers     | Ramat HaSharon |        |                      |                               |
| Tel Aviv Pioneers          | Tel Aviv       |        |                      |                               |

## Pre-season

### Week 1
| Ramat HaSharon 15 novembre 2019, ore 10:00 | Ramat HaSharon Hammers | 34 – 0 (14-0 6-0 8-0 6-0) referto | Haifa Underdogs | (35 spett.)\| Arbitro: \| Lavie-Ephrat \| |
| Arbitro:                                   | Lavie-Ephrat           |                                   |                 |                                           |

| Gerusalemme 16 novembre 2019, ore 20:30 | Judean Rebels | 42 – 43 (8-12 8-7 12-10 14-14) referto | Jerusalem Lions | Kraft Sports Campus (45 spett.)\| Arbitro: \| Tibi \| |
| Arbitro:                                | Tibi          |                                        |                 |                                                       |

### Week 2
| 21 novembre 2019, ore 20:00 | Beersheva Black Swarm | 35 – 0 | Tel Aviv Pioneers |  |

| Mazkeret Batya 22 novembre 2019, ore 10:00 | Mazkeret Batya Silverbacks | 34 – 6 (0-0 16-0 6-6 12-0) referto | Petah Tikva Troopers | (0 spett.)\| Arbitro: \| Greisas \| |
| Arbitro:                                   | Greisas                    |                                    |                      |                                     |

## Stagione regolare

### Calendario

#### 1ª giornata
| 28 novembre 2019, ore 20:00 | Jerusalem Lions | 31 – 15 (25-7 6-0 0-0 0-8) | Haifa Underdogs | (27 spett.) |

| 29 novembre 2019, ore 10:00 | Petah Tikva Troopers | - – - | Tel Aviv Pioneers |  |

| 29 novembre 2019, ore 10:00 | Mazkeret Batya Silverbacks | 13 – 26 (7-6 0-0 0-0 6-20) | Beersheva Black Swarm | (13 spett.) |

| 30 novembre 2019, ore 20:45 | Judean Rebels | 28 – 42 (0-6 20-20 8-8 0-8) | Ramat HaSharon Hammers | (32 spett.) |

#### 2ª giornata
| 5 dicembre 2019, ore 20:00 | Jerusalem Lions | 48 – 18 (7-6 21-6 13-0 7-6) | Ramat HaSharon Hammers | (40 spett.) |

| 5 dicembre 2019, ore 20:30 | Petah Tikva Troopers | - – - | Mazkeret Batya Silverbacks |  |

| 6 dicembre 2019, ore 10:00 | Beersheva Black Swarm | 46 – 14 (7-0 6-6 20-8 13-0) | Tel Aviv Pioneers | (42 spett.) |

| 6 dicembre 2019, ore 10:00 | Haifa Underdogs | 42 – 6 (0-0 12-6 23-0 7-0) | Judean Rebels | (17 spett.) |

#### 3ª giornata
Data aggiunta in seguito alla ristrutturazione del calendario.
| 14 dicembre 2019, ore 20:00 | Tel Aviv Pioneers | 26 – 28 (0-8 14-6 12-6 0-8) | Mazkeret Batya Silverbacks | (30 spett.) |

#### 4ª giornata
Giornata modificata (già prevista come 3ª giornata); inizialmente previsti gli incontri Hammers-Pioneers (il 19 dicembre alle 20:00), Black Swarm-Troopers, Underdogs-Silverbacks (il 20 dicembre alle 10:00) e Rebels-Lions (il 21 dicembre alle 20:30).
| 19 dicembre 2019, ore 20:00 | Jerusalem Lions | 56 – 14 (12-2 14-6 23-6 7-0) | Beersheva Black Swarm | (42 spett.) |

| 20 dicembre 2019, ore 9:30 | Mazkeret Batya Silverbacks | 0 – 21 (0-7 0-7 0-0 0-7) | Haifa Underdogs | (17 spett.) |

#### 5ª giornata
Giornata modificata (già prevista come 4ª giornata); inizialmente previsti gli incontri Troopers-Underdogs (il 26 dicembre alle 20:30), Silverbacks-Rebels, Pioneers-Lions (il 27 dicembre alle 10:00) e Hammers-Black Swarm (il 28 dicembre alle 20:30).
| 26 dicembre 2019, ore 20:00 | Judean Rebels | 0 – 28 (0-8 0-14 0-6 0-0) | Jerusalem Lions | (25 spett.) |

| 28 dicembre 2019, ore 20:30 | Ramat HaSharon Hammers | 50 – 32 (24-13 14-6 0-0 12-13) | Beersheva Black Swarm | (35 spett.) |

#### 6ª giornata
Data aggiunta in seguito alla ristrutturazione del calendario.
| 3 gennaio 2020, ore 10:00 | Ramat HaSharon Hammers | 18 – 8 (0-0 6-0 0-0 12-8) | Haifa Underdogs | (20 spett.) |

| 4 gennaio 2020, ore 20:30 | Tel Aviv Pioneers | 8 – 26 (0-6 0-12 0-8 8-0) | Judean Rebels | (12 spett.) |

#### 7ª giornata
Giornata modificata (già prevista come 5ª giornata); inizialmente previsti gli incontri Lions-Troopers (il 9 gennaio alle 20:00), Underdogs-Pioneers, Silverbacks-Hammers (il 10 gennaio alle 10:00) e Rebels-Black Swarm (l'11 gennaio alle 20:30).
| 9 gennaio 2020, ore 20:00 | Beersheva Black Swarm | 28 – 12 (8-12 12-0 0-0 0-0) | Mazkeret Batya Silverbacks | (36 spett.) |

| 10 gennaio 2020, ore 10:00 | Haifa Underdogs | 23 – 20 (7-8 7-6 6-0 3-6) | Tel Aviv Pioneers | (11 spett.) |

#### 8ª giornata
Giornata modificata (già prevista come 6ª giornata); inizialmente previsti gli incontri Black Swarm-Underdogs (il 16 gennaio alle 20:00), Troopers-Hammers (il 16 gennaio alle 20:30), Pioneers-Rebels e Silverbacks-Lions (il 17 gennaio alle 10:00).
| 16 gennaio 2020, ore 20:00 | Beersheva Black Swarm | 15 – 20 (9-8 0-6 0-6 6-0) | Judean Rebels |  |

| 17 gennaio 2020, ore 10:00 | Mazkeret Batya Silverbacks | 26 – 56 (12-8 0-22 6-20 8-6) | Ramat HaSharon Hammers |  |

| 18 gennaio 2020, ore 20:30 | Tel Aviv Pioneers | 6 – 63 (6-20 0-36 0-7 0-0) | Jerusalem Lions |  |

#### 9ª giornata
Data aggiunta in seguito alla ristrutturazione del calendario.
| 23 gennaio 2020, ore 20:00 | Beersheva Black Swarm | 37 – 52 (12-8 8-26 7-16 10-2) | Ramat HaSharon Hammers |  |

#### 10ª giornata
Giornata modificata (già prevista come 7ª giornata); inizialmente previsti gli incontri Black Swarm-Silverbacks, Hammers-Rebels (il 30 gennaio alle 20:00), Pioneers-Troopers  e Underdogs-Lions (il 31 gennaio alle 10:00).
| 30 gennaio 2020, ore 20:00 | Jerusalem Lions | 54 – 24 | Judean Rebels |  |

| 31 gennaio 2020, ore 10:00 | Haifa Underdogs | 41 – 0 | Mazkeret Batya Silverbacks |  |

| 1º febbraio 2020, ore 20:30 | Tel Aviv Pioneers | 19 – 6 | Ramat HaSharon Hammers |  |

#### 11ª giornata
Giornata modificata (già prevista come 8ª giornata); inizialmente previsti gli incontri Lions-Black Swarm (il 6 febbraio alle 20:00), Hammers-Underdogs, Silverbacks-Pioneers (il 7 febbraio alle 10:00)  e Rebels-Troopers (l'8 febbraio alle 20:30).
| 6 febbraio 2020, ore 20:00 | Beersheva Black Swarm | 19 – 54 | Jerusalem Lions |  |

| 8 febbraio 2020, ore 20:30 | Judean Rebels | 26 – 20 | Mazkeret Batya Silverbacks |  |

| 8 febbraio 2020, ore 21:15 | Tel Aviv Pioneers | 12 – 9 | Haifa Underdogs |  |

#### 12ª giornata
Data aggiunta in seguito alla ristrutturazione del calendario.
| 14 febbraio 2020, ore 10:00 | Mazkeret Batya Silverbacks | 6 – 36 | Jerusalem Lions |  |

#### 13ª giornata
Giornata modificata (già prevista come 9ª giornata); inizialmente previsti gli incontri Black Swarm-Rebels (il 20 febbraio alle 20:00), Troopers-Lions, Pioneers-Underdogs (il 21 febbraio alle 10:00) e Hammers-Silverbacks (il 22 febbraio alle 20:00).
| 20 febbraio 2020, ore 20:00 | Ramat HaSharon Hammers | 34 – 22 | Judean Rebels |  |

| 21 febbraio 2020, ore 10:00 | Haifa Underdogs | 12 – 34 | Beersheva Black Swarm |  |

| 21 febbraio 2020, ore 10:00 | Mazkeret Batya Silverbacks | 24 – 35 | Tel Aviv Pioneers |  |

#### 14ª giornata
Giornata modificata (già prevista come 10ª giornata); inizialmente previsti gli incontri Lions-Pioneers (il 27 febbraio alle 20:00), Black Swarm-Hammers, Underdogs-Troopers (il 28 febbraio alle 10:00) e Rebels-Silverbacks (il 29 febbraio alle 23:00).
| 27 febbraio 2020, ore 20:00 | Jerusalem Lions | 46 – 19 | Tel Aviv Pioneers |  |

| 28 febbraio 2020, ore 10:00 | Ramat HaSharon Hammers | 54 – 0 | Mazkeret Batya Silverbacks |  |

| 29 febbraio 2020, ore 21:15 | Judean Rebels | 22 – 12 | Haifa Underdogs |  |

#### 15ª giornata
Giornata aggiunta in seguito alla ristrutturazione del calendario.
| 5 marzo 2020, ore 20:00 | Ramat HaSharon Hammers | 21 – 25 | Tel Aviv Pioneers |  |

| 6 marzo 2020, ore 10:00 | Haifa Underdogs | 9 – 30 | Jerusalem Lions |  |

| 7 marzo 2020, ore 21:15 | Judean Rebels | 30 – 43 | Beersheva Black Swarm |  |

### Classifica
La classifica della regular season è la seguente:
- PCT = percentuale di vittorie, G = partite giocate, V = partite vinte, P = partite perse, PF = punti fatti, PS = punti subiti

| Pos. | Squadra                    | PCT   | G  | V  | N | P | PF  | PS  |
| ---- | -------------------------- | ----- | -- | -- | - | - | --- | --- |
| 1    | Jerusalem Lions            | 1.000 | 10 | 10 | 0 | 0 | 446 | 130 |
| 2    | Ramat HaSharon Hammers     | .700  | 10 | 7  | 0 | 3 | 351 | 245 |
| 3    | Beersheva Black Swarm      | .500  | 10 | 5  | 0 | 5 | 296 | 313 |
| 4    | Judean Rebels              | .400  | 10 | 4  | 0 | 6 | 204 | 298 |
| 5    | Haifa Underdogs            | .400  | 10 | 4  | 0 | 6 | 192 | 173 |
| 6    | Tel Aviv Pioneers          | .400  | 10 | 4  | 0 | 6 | 184 | 292 |
| 7    | Mazkeret Batya Silverbacks | .100  | 10 | 1  | 0 | 9 | 129 | 349 |
| -    | Petah Tikva Troopers       | .000  | 0  | 0  | 0 | 0 | 0   | 0   |

## Playoff

### Tabellone
Eliminato il turno di wild card già previsto per il 5-6 marzo in seguito alla ristrutturazione del calendario.
|  | Semifinali | Semifinali             | Semifinali |  |  | XIII Israel Bowl | XIII Israel Bowl | XIII Israel Bowl |  |
|  |            |                        |            |  |  |                  |                  |                  |  |
|  | 1          | Jerusalem Lions        |            |  |  |                  |                  |                  |  |
|  | 1          | Jerusalem Lions        |            |  |  |                  |                  |                  |  |
|  | 4          | Judean Rebels          |            |  |  |                  |                  |                  |  |
|  | 4          | Judean Rebels          | TBD        |  |  |                  |                  |                  |  |
|  |            |                        |            |  |  |                  |                  |                  |  |
|  |            |                        | TBD        |  |  |                  |                  |                  |  |
|  | 3          | Beersheva Black Swarm  |            |  |  |                  |                  |                  |  |
|  | 3          | Beersheva Black Swarm  |            |  |  |                  |                  |                  |  |
|  | 2          | Ramat HaSharon Hammers |            |  |  |                  |                  |                  |  |

### Semifinali
Turno inizialmente previsto per il 12-13 marzo.
| 19 marzo 2020, ore 20:00 | Jerusalem Lions | - – - | Judean Rebels |  |

| 20 marzo 2020 | Ramat HaSharon Hammers | - – - | Beersheva Black Swarm |  |

### XIII Israel Bowl
Turno inizialmente previsto per il 19 marzo alla stessa ora.
| 26 marzo 2020, ore 19:15 | TBD | – | TBD |  |